# Grebbelinjen

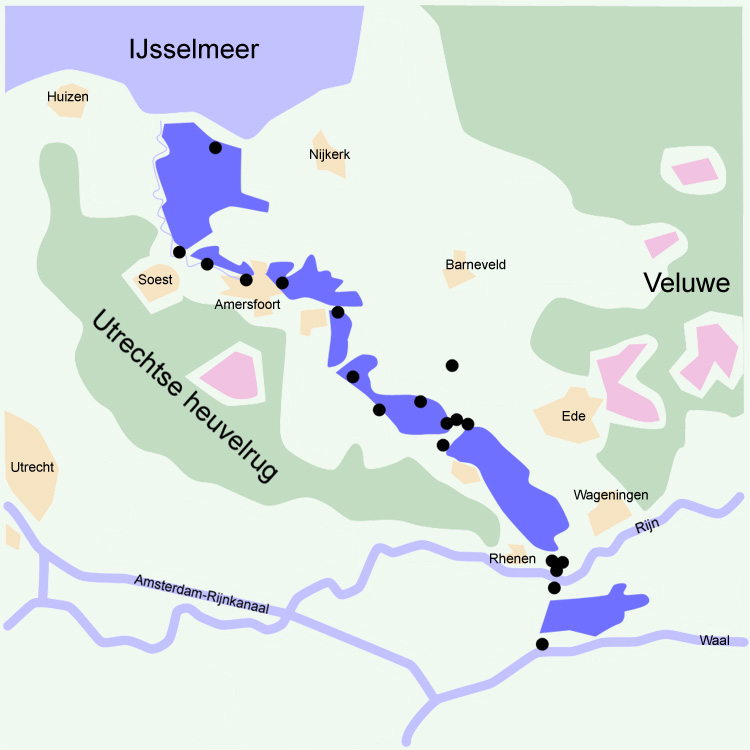
Grebbelinjen.

Grebbelinjen (nederländska Grebbelinie) var en försvarslinje i Nederländerna. Den löpte från Grebbeberg i Rhenen till IJsselmeer.